# Dalmatinische Spitzkopfeidechse
Die Dalmatinische Spitzkopfeidechse (Dalmatolacerta oxycephala, Syn.: Archaeolacerta oxycephala, Lacerta oxycephala) ist die einzige Art ihrer Gattung. Sie ist in Dalmatien beheimatet. 

## Merkmale

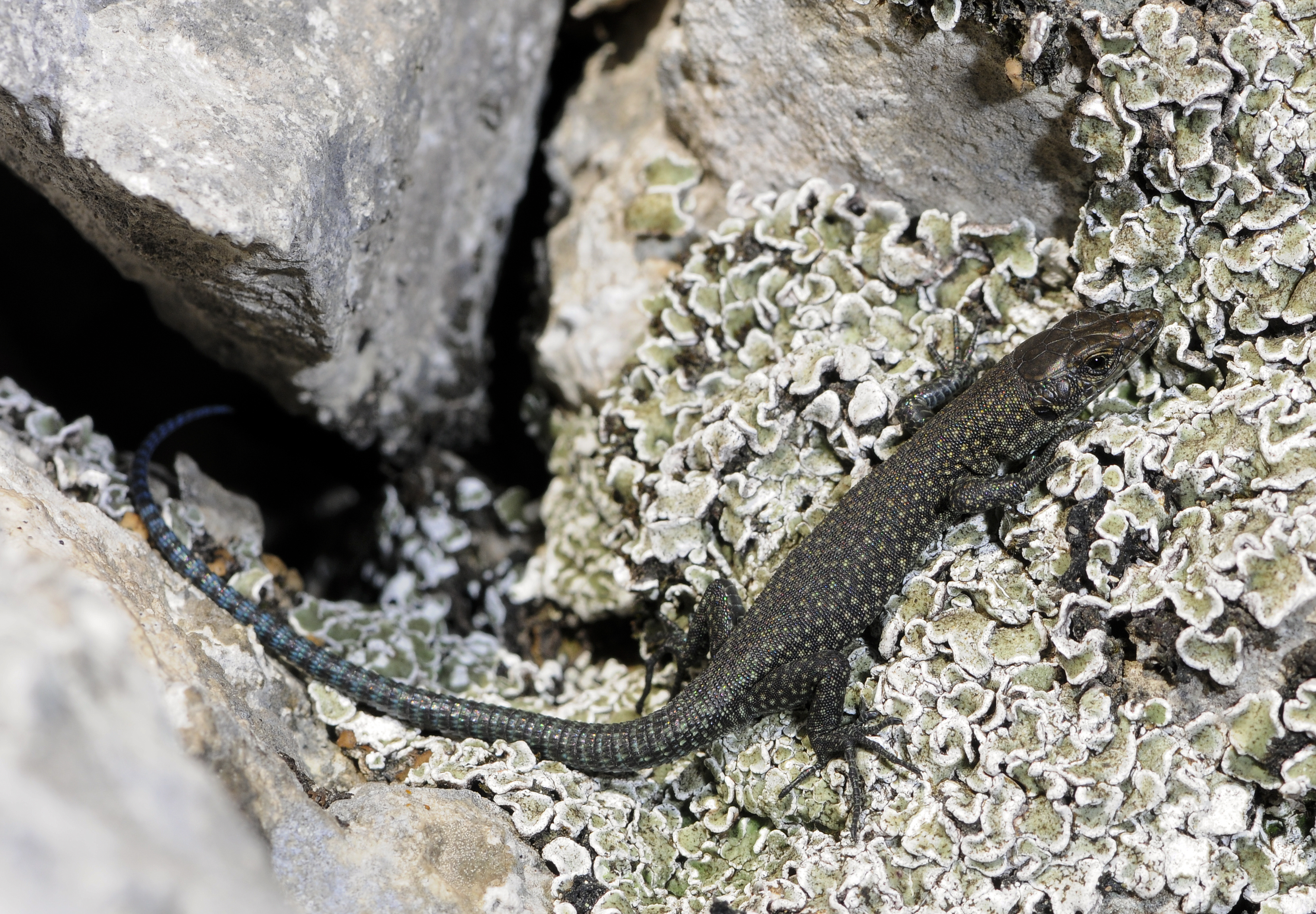
Subadultes Tier

Die Dalmatinische Spitzkopfeidechse wird 19 bis 20 Zentimeter lang, Kopf und Rumpf messen dabei nur 6,5 Zentimeter. Sie ist eine typische zierliche und stark abgeflachte Eidechse mit sehr flachem spitzem Kopf. Ihr Rücken ist schwarz-braun oder bräunlich grau und hat helle netzartige Tupfenmuster. Auf Inseln oder in Gebirgen ist sie nahezu schwarz. Ihr Bauch ist leuchtend blau oder blaugrau. Ihr Schwanz ist blau-schwarz geringelt. Die Schuppenpaare an der Schwanzunterseite sind außen dünner als in der Mitte.

## Lebensraum/Verbreitung
Die Eidechse kommt im adriatischen Küstenbereich von Südkroatien und Bosnien-Herzegowina bis zum Skutarisee in Montenegro sowie auf den vorgelagerten Inseln vor. Ihr Lebensraum erstreckt sich von der Adriaküste bis auf eine maximale Höhe von 1500 Meter über dem Meeresspiegel. Im Tal der Neretva erreicht ihr Verbreitungsgebiet mit 80 km die maximale Entfernung von der Küste. Sie bewohnt ausschließlich steinige Habitate, z. B. Felswände, Geröllflächen und Steinmauern, oft gemeinsam mit der Mauereidechse und der Ruineneidechse. Die Tiere sind wenig kälteempfindlich und halten nur eine kurze Winterruhe von Dezember bis Februar. Verwechslungsgefahr besteht mit der Mosor-Gebirgseidechse. Diese hat jedoch sechs Paar Unterkieferschilde und keinen Ringelschwanz. 

## Ernährung
Die Echse ernährt sich von Insekten, Spinnen, Asseln, anderen Gliederfüßern und Würmern.

## Fortpflanzung
Während der Fortpflanzungszeit von März bis April lebt sie paarweise und die Partner verteidigen ein gemeinsames Revier. Das Weibchen legt im Juni zwei bis vier sehr langgestreckte, gelbweiße Eier, aus denen nach etwa sechs bis sieben Wochen die kleinen Eidechsen schlüpfen. Die Jungeidechsen haben einen auffälliger gefärbten Schwanz.